# Sticky Fingers
| 평가 점수                     | 평가 점수 |
| 출처                          | 점수      |
| ----------------------------- | --------- |
| AllMusic                      | [ 3 ]     |
| Christgau's Record Guide      | A         |
| Encyclopedia of Popular Music | [ 5 ]     |
| MusicHound Rock               | 4.5/5     |
| NME                           | 9/10      |
| Pitchfork                     | 10/10     |
| Q                             | [ 8 ]     |
| Record Collector              | [ 8 ]     |
| The Rolling Stone Album Guide | [ 9 ]     |
| Uncut                         | [ 10 ]    |

《Sticky Fingers》는 1971년 4월 23일에 발매된 영국의 록 밴드 롤링 스톤스의 아홉 번째이자 열한 번째 미국의 스튜디오 음반이다. 이 밴드는 1963년 이후 영국에 있는 데카 레코드와 미국에 있는 런던 레코드와 계약을 맺고 10년 만에 처음으로 이 밴드의 새 음반인 롤링 스톤스 레코드에 발매되었다. 이 음반은 또한 믹 테일러가 롤링 스톤스 음반에 처음 등장했고 기타리스트와 창시자인 브라이언 존스의 어떠한 기여도 다루지 않은 롤링 스톤스의 첫 번째 음반이다.
《Sticky Fingers》는 롤링 스톤스의 베스트 음반 중 하나로 여겨진다. 미국에서 차트 1위 〈Brown Sugar〉, 컨트리 발라드 〈Dead Flowers〉, 〈Wild Horses〉, 〈Can't You Hear Me Knocking〉, 〈Moonlight Mile〉 등의 곡으로 트리플 플래티넘 인증을 받았다. 앤디 워홀이 구상하고 그의 예술 단체인 팩토리에 의해 촬영되고 디자인된 원래의 표지 작품은 속옷 한 켤레를 드러내기 위해 완전히 작동하는 지퍼가 달린 꽉 끼는 청바지를 입은 한 남자의 성적으로 암시하는 그림을 보여주며 매우 혁신적이었다. 바이닐 디스크에 대한 지퍼의 손상과 특이한 커버를 제작하는 데 드는 비용 때문에, 나중에 청바지의 외부 사진만 재발급되었다.
계기적으로, 이 음반은 롤링 스톤스의 기본으로 돌아가는 것을 특징으로 했다. 이전에 여러 장의 음반을 선보였던 특이한 악기는, 주요 멤버들이 제공한 드럼, 기타, 베이스, 타악기를 특징으로 한 대부분의 곡들이었는데, 이때 믹 재거(리드 보컬, 여러 가지 타악기, 리듬 기타), 키스 리처즈(기타, 백 보컬), 믹 테일러(기타), 빌 와이먼(베이스 기타), 찰리 와츠(드럼) 등이 있었다. 색소폰 연주자 바비 키스와 키보드 연주자 빌리 프레스턴, 잭 니체, 이언 스튜어트, 니키 홉킨스 등 오랜 기간 롤링 스톤스 공동 작업자들이 추가 기여를 했다. 1960년대 후반/70년대 초반 롤링 스톤스의 다른 음반들과 마찬가지로 이 음반은 지미 밀러에 의해 프로듀싱을 맡았다.

## 역사
데카/런던 협회의 종료를 앞둔 롤링 스톤스는 마침내 그들이 원하는 대로 그들의 음반(커버 아트 등)을 자유롭게 발매할 수 있었다. 그러나 떠나는 그들의 매니저 앨런 클라인은 그들이 1960년대의 전 저작권을 클라인과 그의 회사 ABKCO에게 무심코 서명한 것을 발견했을 때 그룹에 큰 타격을 입혔는데, 이것이 1963년의 〈Come On〉부터 《Get Yer Ya-Ya's Out! The Rolling Stones in Concert》에 이르기까지 그들의 모든 자료가 그 이후 ABKCO 레코드만으로 발매된 방법이다. 그 밴드는 그 행위에 대해 수십 년 동안 클라인에게 격분했고, 클라인은 2009년에 세상을 떠났다.
데카가 롤링 스톤스에게 싱글을 하나 더 빚졌다고 알리자, 그들은 뻔뻔스럽게도 거절이 보장된 〈Cocksucker Blues〉라는 곡을 제출했다. 대신 데카는 2년 된 《Beggars Banquet》의 수록곡 〈Street Fighting Man〉을 발매했고, 클라인은 〈Brown Sugar〉와 〈Wild Horses〉의 롤링 스톤스와 함께 이중 저작권 소유권을 유지했다.

### 녹음
비록 《Sticky Fingers》의 세션이 1970년 3월에 본격적으로 시작되었지만, 롤링 스톤스는 1969년 12월에 앨라배마주의 머슬 숄즈 사운드 스튜디오에서 녹음되고 있다. 그해 3월 초 《Let It Bleed》 세션에서 컷오프한 〈Sister Morphine〉은 이번 발매부터 진행됐다. 《Sticky Fingers》의 녹음의 대부분은 1970년 여름과 가을 동안 스타그로브스에 있는 롤링 스톤스의 이동식 스튜디오로 만들어졌다. 《Exile on Main St.》에 나올 초기 버전의 곡들도 이 세션 동안 리허설되었다.

## 곡 목록
모든 곡들은 특별한 언급이 없는 한 믹 재거와 키스 리처즈에 의해 작사/작곡하였다.
| #  | 제목                           | 작사·작곡                    | 재생 시간 |
| -- | ------------------------------ | ---------------------------- | --------- |
| 1. | 〈Brown Sugar〉                |                              | 3:48      |
| 2. | 〈Sway〉                       |                              | 3:50      |
| 3. | 〈Wild Horses〉                |                              | 5:42      |
| 4. | 〈Can't You Hear Me Knocking〉 |                              | 7:14      |
| 5. | 〈You Gotta Move〉             | 프레드 맥도웰, 게리 데이비스 | 2:32      |

| #  | 제목                | 작사·작곡                     | 재생 시간 |
| -- | ------------------- | ----------------------------- | --------- |
| 1. | 〈Bitch〉           |                               | 3:38      |
| 2. | 〈I Got the Blues〉 |                               | 3:54      |
| 3. | 〈Sister Morphine〉 | 재거, 리처즈, 마리안 페이스풀 | 5:31      |
| 4. | 〈Dead Flowers〉    |                               | 4:03      |
| 5. | 〈Moonlight Mile〉  |                               | 5:56      |

## 인증
| 국가                                                                                         | 인증        | 판매량/출하량 |
| -------------------------------------------------------------------------------------------- | ----------- | ------------- |
| 오스트레일리아 (ARIA) original release                                                       | 골드        | 20,000^       |
| 오스트레일리아 (ARIA) release of 2015                                                        | 골드        | 35,000^       |
| 캐나다 (뮤직 캐나다)                                                                         | 플래티넘    | 100,000^      |
| 프랑스 (SNEP)                                                                                | 골드        | 100,000*      |
| 이탈리아 (FIMI)                                                                              | 골드        | 25,000        |
| 노르웨이 (IFPI 노르웨이)                                                                     | 실버        | 20,000        |
| 영국 (BPI) release of 2015                                                                   | 플래티넘    | 300,000       |
| 미국 (RIAA)                                                                                  | 3× 플래티넘 | 3,000,000^    |
| *판매량을 기반으로 한 인증 · ^출하량을 기반으로 한 인증 · 판매량+스트리밍을 기반으로 한 인증 |             |               |